# Вест-Бей-Шор (Нью-Йорк)
Вест-Бей-Шор (англ. West Bay Shore) — переписна місцевість (CDP) в США, в окрузі Саффолк штату Нью-Йорк. Населення — 4625 осіб (2020).

## Географія
Вест-Бей-Шор розташований за координатами 40°42′31″ пн. ш. 73°16′19″ зх. д. / 40.70861° пн. ш. 73.27194° зх. д. (40.708702, -73.271913).  За даними Бюро перепису населення США в 2010 році переписна місцевість мала площу 5,92 км², з яких 5,68 км² — суходіл та 0,24 км² — водойми.

## Демографія
Згідно з переписом 2010 року, у переписній місцевості мешкало 4648 осіб у 1720 домогосподарствах у складі 1304 родин. Густота населення становила 785 осіб/км².  Було 1818 помешкань (307/км²).
Расовий склад населення:
| - 92,1 % — білих - 2,3 % — азіатів - 2,2 % — чорних або афроамериканців - 1,4 % — осіб інших рас |

До двох чи більше рас належало 2,0 %. Частка іспаномовних становила 7,4 % від усіх жителів.
За віковим діапазоном населення розподілялося таким чином: 21,1 % — особи молодші 18 років, 59,1 % — особи у віці 18—64 років, 19,8 % — особи у віці 65 років та старші. Медіана віку мешканця становила 45,6 року. На 100 осіб жіночої статі у переписній місцевості припадало 96,7 чоловіків;  на 100 жінок у віці від 18 років та старших — 93,1 чоловіків також старших 18 років.
Середній дохід на одне домашнє господарство  становив 133 477 доларів США (медіана — 103 828), а середній дохід на одну сім'ю — 149 203 долари (медіана — 122 875). За межею бідності перебувало 2,4 % осіб, у тому числі 1,3 % дітей у віці до 18 років та 2,3 % осіб у віці 65 років та старших.
Цивільне працевлаштоване населення становило 2321 особа. Основні галузі зайнятості: освіта, охорона здоров'я та соціальна допомога — 26,5 %, фінанси, страхування та нерухомість — 15,4 %, науковці, спеціалісти, менеджери — 9,8 %, виробництво — 8,1 %.